# Neoceratodus
A Neoceratodus az izmosúszójú halak (Sarcopterygii) osztályának tüdőshalalakúak (Ceratodontiformes) rendjébe, ezen belül a Neoceratodontidae családjába tartozó nem.
Családjának a névadó típusneme.

## Rendszerezés
A nembe az alábbi 1 élő faj és 2-6 fosszilis faj tartozik:
- ausztráliai tüdőshal (Neoceratodus forsteri) (Krefft, 1870)
- ?†Neoceratodus africanus Haug, 1905
- †Neoceratodus eyrensis White, 1925
- ?†Neoceratodus gregoryi White, 1925
- †Neoceratodus nargun Kemp, 1983
- ?†Neoceratodus palmeri Krefft, 1874
- ?†Neoceratodus tuberculatus Tabaste, 1963

### Fordítás
- Ez a szócikk részben vagy egészben  a   Neoceratodus című francia Wikipédia-szócikk ezen változatának fordításán alapul.  Az eredeti cikk szerkesztőit annak laptörténete sorolja fel. Ez a jelzés csupán a megfogalmazás eredetét és a szerzői jogokat jelzi, nem szolgál a cikkben szereplő információk forrásmegjelöléseként.